# Circoxena ditrocha
Circoxena ditrocha är en fjärilsart som beskrevs av Edward Meyrick 1916. Circoxena ditrocha ingår i släktet Circoxena och familjen Plutellidae. Inga underarter finns listade i Catalogue of Life.